# Radnice v Brčku
Budova radnice ve městě Brčko je kulturní památka Bosny a Hercegoviny a zároveň sídlo distriktu Brčko, jedné z administrativních jednotek země. Jedná se o historickou budovu, kterou navrhl chorvatský architekt Ćiril Iveković a Alexander Wittek v pseudomaurském stylu. Nachází se na náměstí Robertsa B. Owensa, nedaleko mostu přes řeku Sávu a hranice s Chorvatskem.
Budova vznikla v době rakousko-uherské okupace Bosny a Hercegoviny. Výstavba byla zahájena v roce 1890 a trvala 14 měsíců a 18 dní. Dokončena byla v roce 1892. Přední architekti, kteří působili v Bosně a Hercegovině, získali projekt nové radnice především proto, že si budovu objednala tehdejší zemská vláda, která rovněž investovala do podobné radnice v Sarajevu. Symetrická budova je orientována v ose západ-východ, má nápadné průčelí a dvě boční strany s kupolemi. Ornamentální prvky fasády se nacházejí nad okny, dveřmi a kopulích na střeše. 
Během existence socialistické Jugoslávie budova sloužila jako knihovna. V roce 2003 byla ve velmi špatném stavu, především kvůli působení vnějších vlivů; za války v Bosně v 90. letech nejspíše nebyla vážněji poškozena. V druhém desetiletí 21. století prošla komplexní renovací.